# Кольонія-Добришиці
Кольонія-Добришиці (пол. Kolonia Dobryszyce) — село в Польщі, у гміні Добришиці Радомщанського повіту Лодзинського воєводства.
У 1975-1998 роках село належало до Пйотрковського воєводства.